# Semikatamaran

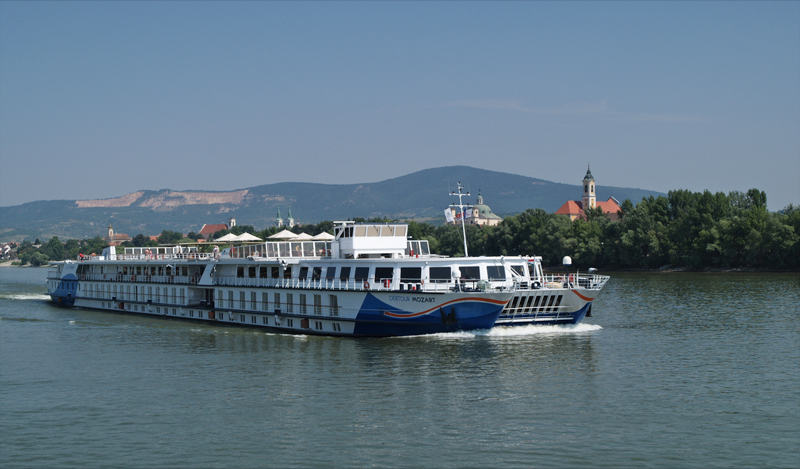
Riverside Mozart, Kreuzfahrtschiff in Form eines Semikatamarans, hier als DERTOUR Mozart

Ein Semikatamaran ist eine Schiffbauweise, die eine Mischform zwischen Einrumpfboot und Katamaran darstellt.
Beim Semikatamaran erfolgt die feste Verbindung der beiden außen liegenden Schiffsrümpfe durch einen dazwischen angeordneten flachen Schiffsrumpfteil. Dieser verbindende Bereich des Schiffskörpers taucht auch ins Wasser ein und trägt somit zum Auftrieb bei. Beim Katamaran liegen die verbindenden Bauteile des Schiffskörpers oberhalb der Wasserlinie.

## Stand der Technik
Im Jahr 2003 erschienen Veröffentlichungen der Versuchsanstalt für Binnenschiffbau über deren Untersuchungen zur Auslegung von Semikatamaranen in der Binnenschifffahrt.

## Beispiele
Zwei frühe Vertreter dieser Bauform sind die beiden Binnen-RoRo-Schiffe Han Tervel und Han Asparuh, die 1982 in der Deggendorfer Werft gebaut wurden. Ebenfalls als Semikatamaran von dieser Werft gebaut wurde 1991 das Fahrgastschiff Siesta für den Einsatz auf der Aare und dem Bielersee in der Schweiz.